# Marcus Claudius Tacitus

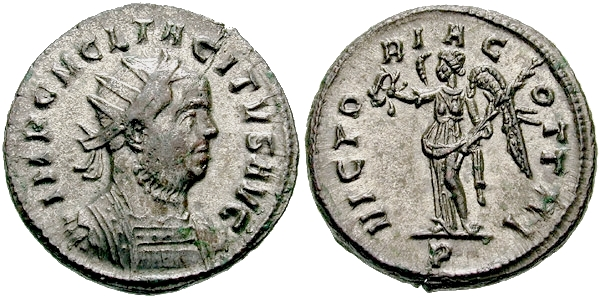
Tacitus

Marcus Claudius Tacitus (Tacitus), född omkring 200, död juni 276, var konsul 273 och kejsare från 25 september (eller november) 275 till juni 276. Hans fullständiga namn som kejsare var Imperator Caesar Marcus Claudius Tacitus Pius Felix Invictus Augustus.
Tacitus har traditionellt sagts härstamma från den berömde historieskrivaren Publius Cornelius Tacitus och dennes hustru Julia (dotter till Gnaeus Julius Agricola), men detta har även ifrågasatts. Han valdes till kejsare vid omkring 75 års ålder, när han befann sig i Interamna, dagens Terni, omkring 90 kilometer norr om Rom. En av hans första åtgärder var att gudomliggöra den mördade företrädaren Aurelianus och ställa dennes banemän inför rätta. 
Vid denna tid utgjorde barbarstammar ett avsevärt hot i romerska rikets östra delar, men Tacitus lyckades mota dessa. På väg hem till Europa blev han dock mördad. Tacitus hade gjort släktingen Maximinus till ståthållare i Syrien. Denne föll offer för en mordkomplott, och då hans mördare fruktade Tacitus reaktion, beslutade de att även röja honom ur vägen. Vissa källor gör gällande att några av Aurelianus banemän fanns bland dem som dödade Tacitus.